# 苎麻
苎麻（学名：Boehmeria nivea）为荨麻科苎麻属的一种。原生于东亚，包括中国及中印半岛等地区。作为农作物而被引入到世界各地。

## 利用
本种的茎皮纤维可用来织布、造纸；根及叶可入药；种子可榨取苎麻油，供食用及制造肥皂。